# Приволжанин
МФК «Приволжанин» — российский мини-футбольный клуб из Казани, существовавший в 1997—2005 годах. Пять сезонов провёл в Высшей лиге/Суперлиге.

## История
Третье место в Первой лиге сезона 1998/99 позволило «Приволжанину» выйти в Высшую лигу. Казанцы провели в ней, а затем в образованной на её базе Суперлиге пять сезонов, и их лучшим результатом стало 11 место в сезонах 2000/01, 2001/02 и 2002/03.
В сезоне 2003/04 «Приволжанин» занял последнее место в первом розыгрыше Суперлиги и покинул элиту. Следующий сезон он провёл в Высшей лиге и стал её чемпионом, получив право вернуться в Суперлигу. Однако из-за финансовых проблем клуб вначале не сумел заявиться в неё, а затем и вовсе прекратил существование.

## Выступления в Чемпионатах России
| Сезон   | Лига             | Занятое Место |
| ------- | ---------------- | ------------- |
| 1997/98 | Первая Лига (II) | 12            |
| 1998/99 | Первая Лига (II) | 3             |
| 1999/00 | Высшая Лига (I)  | 13            |
| 2000/01 | Высшая Лига (I)  | 11            |
| 2001/02 | Высшая Лига (I)  | 11            |
| 2002/03 | Высшая Лига (I)  | 11            |
| 2003/04 | Суперлига (I)    | 12            |
| 2004/05 | Высшая Лига (II) | 1             |

## Известные игроки
Максим Набоков